# 230 (číslo)
Dvě stě třicet je přirozené číslo, které následuje po čísle dvě stě dvacet devět a předchází číslu dvě stě třicet jedna. Římskými číslicemi se zapisuje CCXXX a řeckými číslicemi σλ.

## Matematika
230 je:
- Deficientní číslo
- Šťastné číslo
- Nepříznivé číslo

## Chemie
- 230 je nukleonové číslo druhého nejstabilnějšího izotopu thoria[1]

## Astronomie
- (230) Athamantis je planetka hlavního pásu, kterou objevil v roce 1882 Leo Anton Karl de Ball

## Doprava
- Silnice II/230 je česká silnice II. třídy vedoucí na trase Nepomuk – Skašov – Přeštice – Stod – Ostrov u Stříbra – Stříbro – Černošín – Planá peáž s I/21 Chodová Planá – Mariánské Lázně – Bečov nad Teplou[2][3][4][5][6][7][8]

## Ostatní
- 230 V je běžně používané elektrické napětí v Evropské unii
- +230 je mezinárodní telefonní předvolba Mauricia

## Roky
- 230
- 230 př. n. l.